# Recalescence du fer
Le fer solide subit une transition de phase, appelée recalescence, lorsqu'il est chauffé au-dessus de 906 °C. Sa structure cristalline change, passant de la structure γ (cubique à faces centrées de compacité 74 %) à la structure α (cubique centré de compacité 68 %), ce qui entraîne une variation de sa masse volumique.

## Mise en évidence
La recalescence du fer peut être observée en branchant une alimentation électrique continue délivrant 10 à 20 ampères sur une corde à piano tendue. L'échauffement produit permet de dépasser la température de changement de structure. On observe que la corde de piano s'allonge légèrement à cause de la dilatation du métal. Lorsque l'alimentation est coupée, la corde se refroidit et se retend. Pendant un court instant, on la voit se détendre à nouveau, ce qui correspond au changement de structure cristalline.